# كلارنس هيل (ملاكم)
كلارنس هيل مواليد 26 يونيو 1951، هو ملاكم برمودي سابق صنّف ضمن فئة الوزن الثقيل. سبق أن شارك في دورة الألعاب الأولمبية الصيفية.

## الميداليات
| الميدالية | المسابقة                       |
| --------- | ------------------------------ |
| برونزية   | الألعاب الأولمبية الصيفية 1976 |

## روابط خارجية
- كلارنس هيل على موقع بوكس ريك (الإنجليزية) (registration required)
- كلارنس هيل على موقع اللجنة الأولمبية الدولية (الإنجليزية)
- كلارنس هيل على موقع أوليمبيديا (الإنجليزية)